# 阿斯卡爾·馬明
阿斯卡尔·乌扎克拜吾勒·马明（羅馬化：Asqar Ūzaqbaiūly Mamin，發音：[ɑsqɑɾ o̙zaqbajo̙ɫɯ mamin]；1965年10月23日—），曾任哈薩克斯坦總理（因2022年哈薩克斯坦抗議而辭職）。2016年9月9日至2019年2月21日擔任第一副總理，哈薩克斯坦國家鐵路總裁。哈薩克斯坦執政黨祖國之光黨員。曾先后担任首都阿斯塔纳市长、运输与通讯部部长、哈薩克斯坦冰球聯合會主席。